# آردی کاساخیان
آرتاشس (آردی) کاساخیان (ارمنی: Արտաշես Քասախյան؛ انگلیسی: Ardashes (Ardy) Kassakhian؛ زادهٔ ۲۶ ژوئیهٔ ۱۹۷۶) سیاستمدار ارمنی‌تبار اهل ایالات متحده آمریکا است که از تاریخ آوریل ۲۰۲۲ سمت شهرداری گلندیل را برعهده دارد.

## زندگی‌نامه
در در بوستون به دنیا آمد و از دانشگاه نورث‌وسترن و دانشگاه کالیفرنیا، لس آنجلس فارغ‌التحصیل شد. 